# SPAG7
SPAG7 (англ. Sperm associated antigen 7) – білок, який кодується однойменним геном, розташованим у людей на короткому плечі 17-ї хромосоми. Довжина поліпептидного ланцюга білка становить 227 амінокислот, а молекулярна маса — 26 034.
| 10         |  | 20         |  | 30         |  | 40         |  | 50         |
| ---------- |  | ---------- |  | ---------- |  | ---------- |  | ---------- |
| MADLLGSILS |  | SMEKPPSLGD |  | QETRRKAREQ |  | AARLKKLQEQ |  | EKQQKVEFRK |
| RMEKEVSDFI |  | QDSGQIKKKF |  | QPMNKIERSI |  | LHDVVEVAGL |  | TSFSFGEDDD |
| CRYVMIFKKE |  | FAPSDEELDS |  | YRRGEEWDPQ |  | KAEEKRKLKE |  | LAQRQEEEAA |
| QQGPVVVSPA |  | SDYKDKYSHL |  | IGKGAAKDAA |  | HMLQANKTYG |  | CVPVANKRDT |
| RSIEEAMNEI |  | RAKKRLRQSG |  | EELPPTS    |  |            |  |            |

A: Аланін

C: Цистеїн

D: Аспарагінова кислота

E: Глутамінова кислота

F: Фенілаланін

G: Гліцин

H: Гістидин

I: Ізолейцин

K: Лізин

L: Лейцин

M: Метіонін

N: Аспарагін

P: Пролін

Q: Глутамін

R: Аргінін

S: Серин

T: Треонін

V: Валін

W: Триптофан

Кодований геном білок за функцією належить до фосфопротеїнів. 
Задіяний у такому біологічному процесі, як ацетилювання. 
Локалізований у ядрі.